# بليك شيلدز
بليك شيلدز (بالإنجليزية: Blake Shields)‏ هو ممثل أمريكي، ولد في 27 ديسمبر 1972 في إثاكا في الولايات المتحدة.

## أعمال

### أفلام
- (2010) تيكن

### مسلسلات
- هيروز

## وصلات خارجية
- بليك شيلدز على موقع IMDb (الإنجليزية)
- بليك شيلدز على موقع قاعدة بيانات الفيلم (الإنجليزية)